# Tăul fără fund de la Băgău
Tăul fără fund de la Băgău este o arie protejată de interes național ce corespunde categoriei a IV-a IUCN (rezervație naturală de tip mixt), situată în județul Alba, pe teritoriul administrativ al comunei Lopadea Nouă.

## Localizare
Aria naturală se află în partea nord-estică a județului Alba (în estul râului Mureș și cea nord-estică a satului Băgău, lângă drumul județean (DJ107E), care leagă orașul Aiud de localitatea Lopadea Nouă.

## Descriere
Rezervația naturală  a fost declarată arie protejată prin Legea Nr. 5 din 6 martie 2000 publicată în Monitorul Oficial al României Nr. 152 din 12 aprilie 2000 (privind aprobarea planului de amenajare a teritoriului național - Secțiunea a III-a -  arii protejate) și se întinde pe o suprafață de 7,40 de hectare.
Aria protejată Tăul fără fund este inclusă în situl Natura 2000 - Băgău și reprezintă o arie naturală de interes peisagistic (ochiuri de apă, lacul și zona împrejmuitoare, turbării) ce adăpostește floră și faună specifică mlaștinilor.
În arealul rezervației este semnalată prezența mai multor specii floristice (arbori, arbusti și ierburi), printre care stejar (Quercus robur), gorun (Quercus petraea), carpen (Carpinus betulus),  mesteacăn pufos (Betula pubescens), păducel (Crataegus monogyna), roua-cerului (Drosera rotundifolia)  sau moșișoare (Liparis loeselii). 

## Atracții turistice
În vecinătatea rezervației naturale se află mai multe obiective de interes turistic (lăcașuri de cult, monumente istorice, arii protejate, zone naturale), astfel:

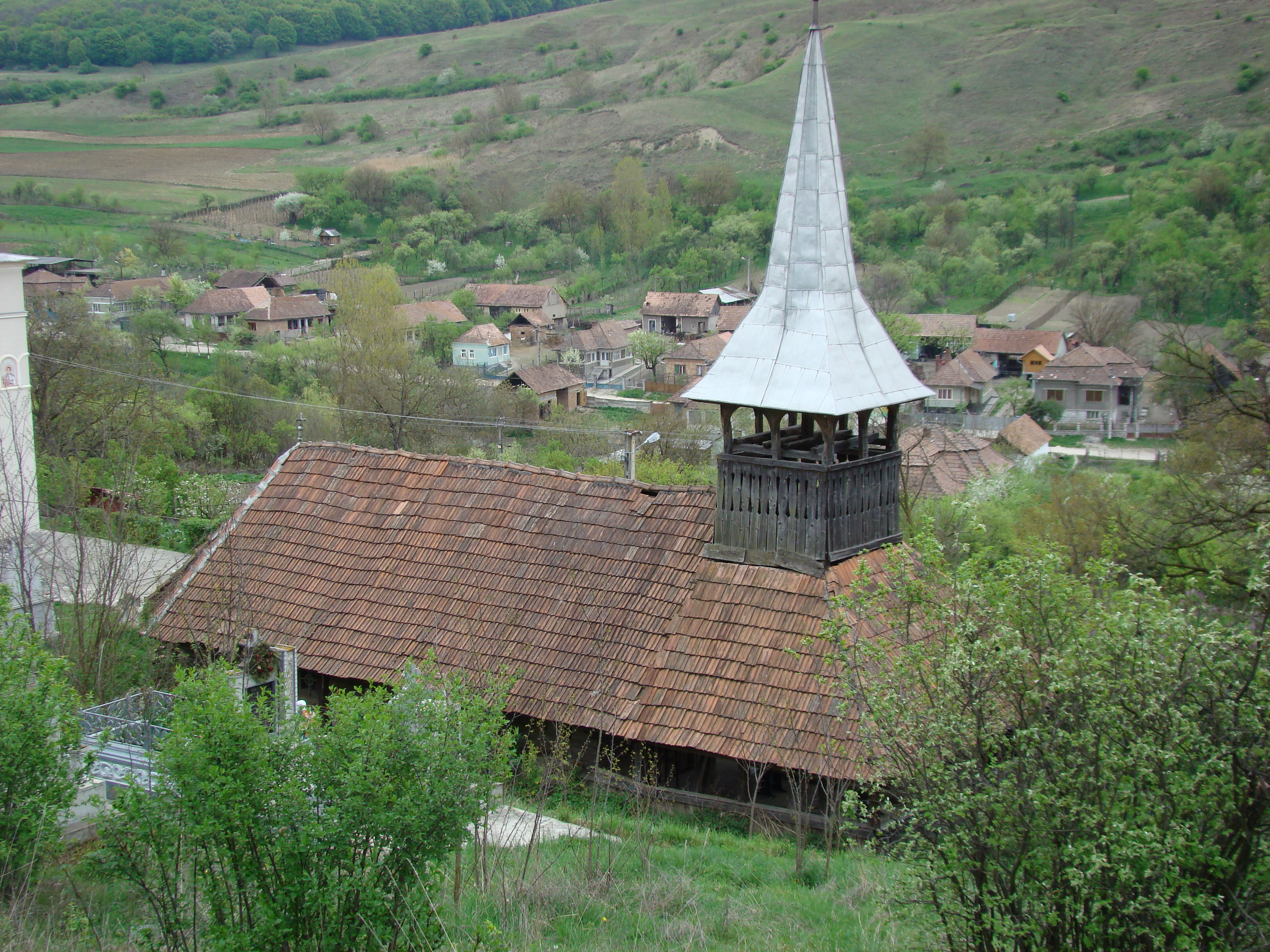
Biserica de lemn din Băgău

- Biserica reformat-calvină din satul Lopadea Nouă, construcție secolul al XV-lea, monument istoric
- Biserica de lemn "Sfântul Teodor Tiron" din satul Băgău, construcție secolul al XVIII-lea, monument istoric
- Valea Mureșui
- Monumentul Eroilor, satul Băgău